# William B. Morris
William B. Morris war ein britischer Sportschütze.

## Erfolge
William Morris nahm an den Olympischen Spielen 1908 in London im Trap teil. Gemeinsam mit George Whitaker, John Butt, Robert Hutton, Henry Creasey und George Skinner gewann er in der Mannschaftskonkurrenz die Bronzemedaille hinter der ersten britischen Mannschaft und den Kanadiern. Morris war dabei mit 62 Punkten der drittbeste Schütze der Mannschaft. Den Einzelwettbewerb beendete er mit 44 Punkten auf dem 20. Rang.